# Ozzero
Ozzero – miejscowość i gmina we Włoszech, w regionie Lombardia, w prowincji Mediolan.
Według danych na rok 2004 gminę zamieszkiwało 1347 osób, 122,5 os./km².